# Bonita Springs
Bonita Springs – miasto w Stanach Zjednoczonych, w stanie Floryda, w hrabstwie Lee.

## Miasta partnerskie
- Grünstadt, Niemcy